# شهرستان زونیگوفسکی
شهرستان زونیگوفسکی (به لاتین: Zvenigovsky District) یک شهرستان در روسیه است که در ماری ال واقع شده‌است.